# عين صويدرة
عين صويدرة هي عين تقع في تقع شرق الكلابية، في محافظة الأحساء في المملكة العربية السعودية.

تقع في جوار العين نخيل، وهي مساك، ويوجد هناك أوقاف يذبح سنوياً عدد من البقر وكان الذي يتولاها سابقاً عبد المحسن الفياض. ويوجد خزان ضخم في عين صويدرة.
في عام 12 شوال، 1391هـ الموافق 30 نوفمبر، 1971. أقيم بجانب عين صويدرة، احتفالية افتتاح مشروع الري والصرف الذي رعاه الملك فيصل بن عبد العزيز.

## احتفالية
في 12 شوال 1391هـ الموافق 30 نوفمبر، 1971،أقيم بجانب عين صويدرة، احتفالية افتتاح مشروع الري والصرف الذي رعاه الملك فيصل بن عبد العزيز. وحضر هذه الافتتاح الأمراء والوزراء وكبار رجال الدولة والمواطنون، ويعتبر المشروع الذي افتتحه من أضخم المشاريع الزراعية في المنطقة، حيث أقيم وفق أحدث الأسس والطرق والوسائل المتبعة في الري والصرف، واستصلاح الأراضي الزراعية، واستهدف تطبيق الوسائل في استصلاح ما يزيد على عشرين ألف هكتار من الأراضي بمنطقة الأحساء، وكانت معظم الأراضي تغمرها المياه بسبب ارتفاع منسوب ما يتدفق من العيون والآبار، حيث توجد في المنطقة حوالي ثلاثين بئراً وعيناً مما أدى إلى نقص المساحة الزراعية بها إلى حوالي 800 هكتار فقط تروى بطرق بدائية، وتضمن المشروع ردف كافة الآبار والعيون التي يقل إنتاجها عن عشرة لترات في الثانية، حتى يتم تحسين آنتاج الآبار والعيون المجاورة لها وزيادة المساحة الزراعية إلى 20 ألف هكتار.